# Anders Gottlieb von Rosen
Anders Gottlieb von Rosen, född omkring 1675, död 1750, var en svensk militär.
Anders Gottlieb von Rosen var son till rådsherren i Stralsund Anders von Rosen. Han blev officer 1695, kapten i kejserlig tjänst 1700 och svensk livdrabant 1701. Rosen blev major vid Pommerska kavalleriregementet 1704, överstelöjtnant 1710 samt var överste och chef för regementet 1712–1713. Han blev fången vid kapitulationen i Tönningen 1713, kom tillbaka till Sverige samma år men blev åter fången i slaget vid Stresow 1715. Efter krigsslutet levde von Rosen i Stralsund.